# Eucalyptus bourlieri
Eucalyptus bourlieri är en myrtenväxtart som beskrevs av Trabut. Eucalyptus bourlieri ingår i släktet Eucalyptus och familjen myrtenväxter. Inga underarter finns listade i Catalogue of Life.